# Поло Университарио
«Поло Университарио» (порт. Pólo Universitário) — станция линии D метрополитена Порту.
Станция Поло Университарио находится под землёй. Станция была открыта 17 сентября 2005 года в составе участка «Поло Университарио» — «Камара-ди-Гайя». Станция расположена между станциями «ИПО» и «Салгейрос» (порт. Salgueiros).
Название станции дословно переводится на русский язык как Кампус Университета. Рядом со станцией находится самый большой кампус Университета Порту.

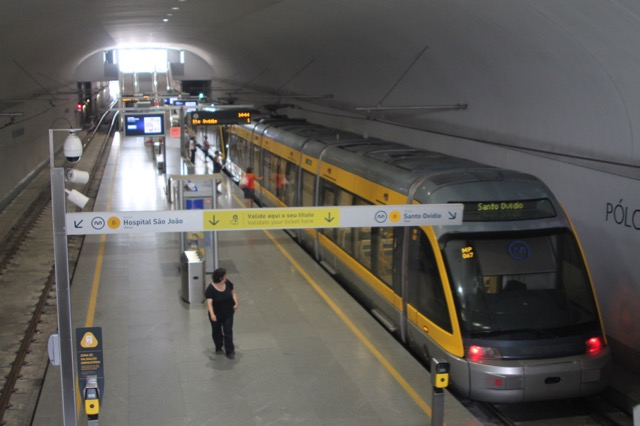
Поезд на станции Поло Университарио